# Кальницька Людмила Степанівна
Людмила Степанівна Кальни́цька (нар. 8 листопада 1938, Житомир) — український мистецтвознавець, кандидат філософських наук з 1980 року; член Спілки художників України з 1982 року. Дружина скульптора Павла та мати скульптора Бориса Кальницьких.

## Біографія
Народилася 8 листопада 1938 року в місті Житомирі (тепер Україна). У 1966 році закінчила Київський художній інститут. Працювала у Києві: у 1967 році працювала викладачем у Художній середній школі імені Тараса Шевченка; з 1968 року — редактором з питань образотворчого мистецтва на Республіканському телебаченні; у 1970–1973 роках викладала у Художньо-промисловому технікумі, у 1974–1975 роках — в Київському університеті. З 1975 по 2007 рік — доцент кафедри історії української музики і народної творчості Національної музичної академії України; з 2010 року — доцент кафедри мистецтвознавства та гуманітарних наук Інституту художнього моделювання та дизайну. Живе в Києві, в будинку на вулиці Великій Житомирська № 34, квартира 7.

## Роботи
Підготувала авторські телепрограми:
- «Михайло Дерегус — співець України»;
- «Євген Лисик — художник Львівського оперного театру»;
- «Азбука революції (Плакатне мистецтво України)»;
- «Анатоль Петрицький — зачинатель нового художнього стилю».

Авторка статей:
- «Эстетическое воздействие монументального искусства» // «Этика и эстетика», 1978, випуск 21 (рос.);
- «Мемориалы Украины в формировании интернациональных и патриотических качеств» // «Образотворче мистецтво», 1979, № 3 (рос.);
- «Духовність як важлива категорія перехідної доби» // «Збірник Академії педагогічних наук» (Київ, 2004);
- «Хронотопічність як функція цілосності розвитку культури» // «Науковий вісник» (Київ, 2005, випуск 43, книга 2).

Уклала альбом «Скульптор В. Клоков» (Київ, 1980). 